# Sferoide

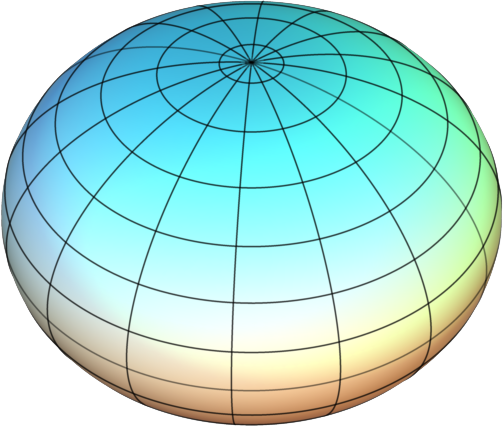
Sferoide oblato

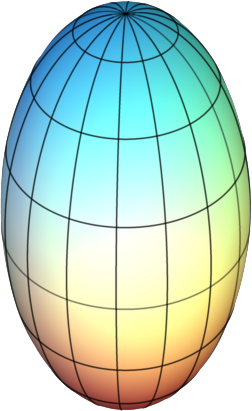
Sferoide prolato

Uno sferoide è una superficie tridimensionale ottenuta per rotazione di un'ellisse attorno ad uno dei suoi assi principali.
Esistono tre tipi di sferoide:
- se l'ellisse è ruotata attorno al suo asse maggiore, si ottiene uno sferoide prolato (simile alla forma di un pallone da rugby).
- se l'ellisse è ruotata attorno al suo asse minore, si ottiene uno sferoide oblato (simile alla forma del pianeta Terra).
- se l'ellisse generatrice è un cerchio, la superficie ottenuta è una sfera.

In alternativa, uno sferoide può essere anche descritto come un ellissoide che ha due semiassi equatoriali uguali
ax = ay = a
rappresentato dall'equazione
{\displaystyle {\frac {X^{2}}{a_{x}^{2}}}+{\frac {Y^{2}}{a_{y}^{2}}}+{\frac {Z^{2}}{b^{2}}}={\frac {X^{2}+Y^{2}}{a^{2}}}+{\frac {Z^{2}}{b^{2}}}=1.}

## Storia
Il primo segno che abbiamo della trattazione degli sferoidi va attribuito ad Archimede nella sua opera "Sui conoidi e sferoidi" (abbreviato nella bibliografica archimedea con "CS").
Lo sferoide è uno dei solidi fondamentali considerati dalla geometria ellittica e oggi ha ampio riscontro pratico nell'astronomia.